# Russelia verticillata
Russelia verticillata är en grobladsväxtart som beskrevs av Carl Sigismund Kunth. Russelia verticillata ingår i släktet Russelia och familjen grobladsväxter. Inga underarter finns listade i Catalogue of Life.